# مدرع أقطع

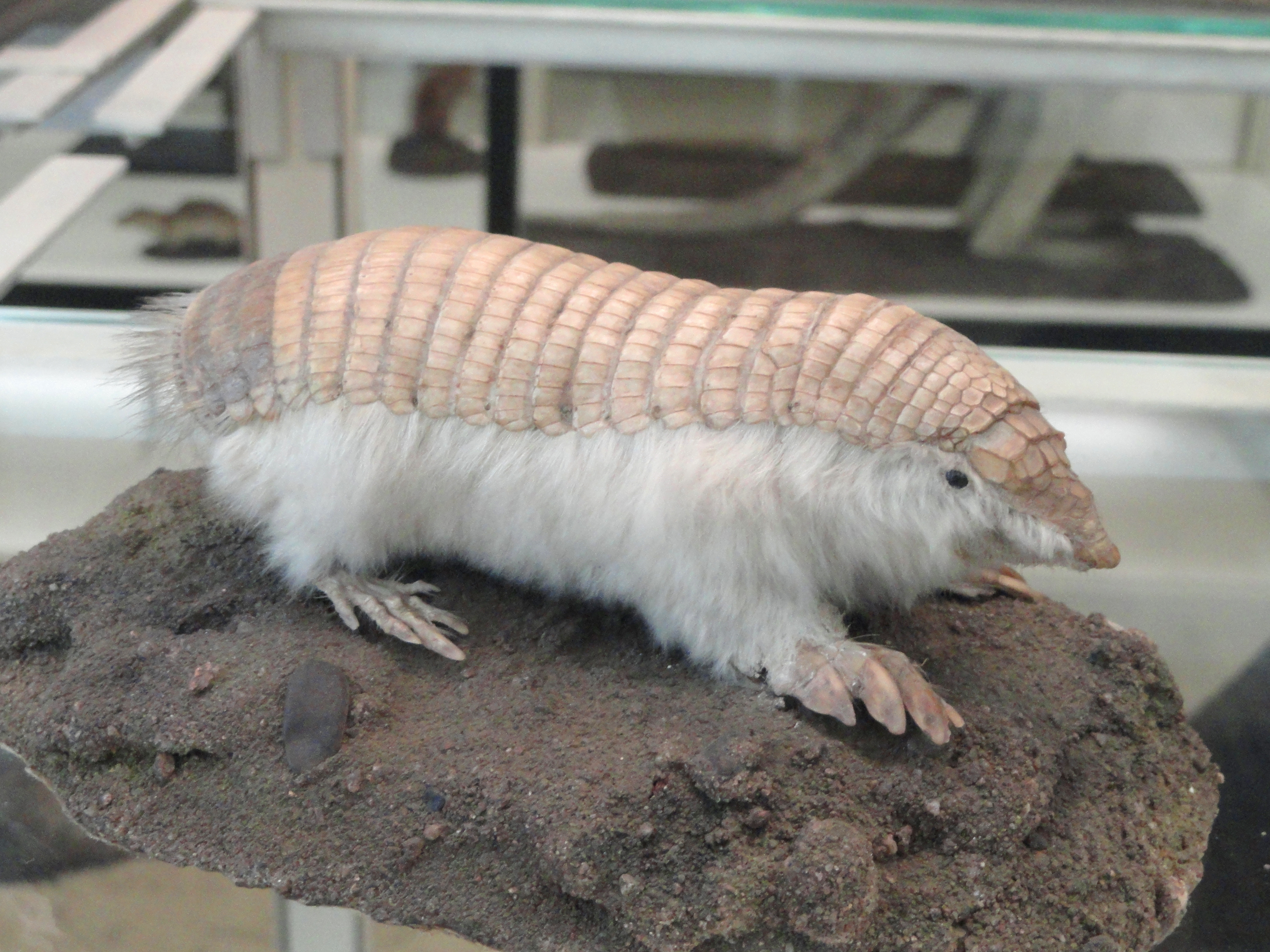
لمدرع قزم الأرجنتين

المدرع الأقطع أو المدرع المتدثر الأقطع أو المدرع القزم الأرجنتيني (الاسم العلمي: Chlamyphorus truncatus) (بالإنجليزية: Pink Fairy Armadillo)‏ هو نوع من الحيوانات يتبع جنس المدرع المتدثر من فصيلة المدرعات المتدثرة وأشباهها. وهو نوع صغير من المدرع (12-15 سنتيمترا) التي تم العثور عليه في غرب وسط الأرجنتين حيث يسميه السكان المحليون «Pichi سييغو» (المدرع الأعمى الصغير). وقد وصفت من قبل ريتشارد هارلان في عام 1825. هذا هو النوع الوحيد من جنس المدرع المتدثر.